# Законник на Ур-Наму

## История
Законникът на Ур-Наму е един от най-старите писани законници и датира около 2000 г. пр. Хр. Предполага се, че е създаден по време на управлението на цар Ур-Наму (2047-2030 г. пр. Хр.), основателя на третата династия на Ур, но други теории определят като негов създател синът на Ур-Наму- цар Шулги, управлявал от 2093 г. пр. Хр. до 2046 г. пр. Хр. Той е известен от две повредени копия, публикувани за първи път през 1952 и 1965 г. Текстът започва с кратък обзор на историята на света и издигането на могъществото на Ур, чийто цар Ур-Наму е наместник на бога на града Нанна. Ур-Наму съобщава, че поради вниманието към политическата и военната сигурност на неговия град той предприема оправянето на множество икономически нередности: той “установил правосъдие и справедливост в страната”. Останалата част от увода и началото на законите е отчупена и изгубена за историята. Текстът от общо 17 закона е сравнително запазен и се допълва от съхранили се фрагменти от няколко други плочки. Темите, третирани от законите, са: прелюбодеяние, сгодяване, брак-развод, лъжливо обвинение и клетвопрестъпничество, бягство на роби и арогантно поведение на робини, лични вреди, права на земевладение и земеползване.

### Пролог
... Ежемесечно той установил в качеството на свое регулярно жертвоприношение 90 гур ечемик, 30 овци и 30 ка масло. След това, като Ан(ум) и Енлил предали на Нан царството на Ур6, тогава Ур-Наму, сина, природен от богинята Нинсун, за своята възлюбена майка-родителка, по справедливост и истинност на него... седем ... той наистина му дал ... Намахани, енси на Лагаш наистина той убил.
Могъщия Нан, владетеля на Града, той възвърнал кораба Магана Нан ... та той станал славен в Ур.
В тези времена полята били обложени с данъка нискум, над търговското корабоплаване бил поставен началник на моряците, над пастирите бил поставен събирач на бикове, събирач на овци, събирач на магарета...
Тогава Ур-Наму, могъщ мъж, цар на Ура, цар на Шумер и Акад, с могъщия Нан, владетел на Града, по праведната повеля на Уту, наистина установил справедливост в страната, наистина той изгонил злото, насилието и раздора. Той отстранил началника на моряците от търговското мореплаване, събирача на бикове, събирача на овци, събирача на магарета – от пастирите и с това установил свобода в Шумер и Акад.
В това време той ... Ум, Марад и Казал ...
Той установил седем ... Той направил бронзова мярка от 1 ка, гира от една мина той утвърдил, гира от една сикла той утвърдил (по отношение към) мината.
В тези времена бреговете та Тигър и Ефрат ...
... Той поставил старши градинар. Сиракът не бил отдаван под властта на богатия, вдовицата не била отдавана (под властта) на силния, човека сикля не бил отдаван (под властта на) човека мина,
Останалият текст е унищожен.

### Разпоредби
§ 4. Ако жената на човек е завлякла друг човек, и той е спал с нея, той (т.е. мъжът ѝ) да убие тази жена. В това прелюбодеяние той (т.е. прелюбодеецът) да бъде свободен (от наказание).
§ 5. Ако човек злонамерено лиши от невинност девствена робиня на друг човек, този човек е длъжен да заплати 5 сикли сребро.
§ 6. Ако човек е оставил своята жена, която не е била преди омъжена, той е длъжен да заплати 1 мина сребро.
§ 7. Ако той е оставил (бивша) вдовица, той да плати половин мина сребро.
§ 8. Ако той е съжителствал с вдовицата без... брачен договор, той не длъжен да и плаща нищо...
§ 10. Ако човек е повдигнал срещу друг човек обвинение в... (магьосничество) и го е подложил на изпитанието на Реката и Богът на Реката го е очистил, то този, който го е подложил на изпитанието, е длъжен да заплати 3 сикли сребро.
§ 11. Ако човек е повдигнал на жената на друг човек обвинение в прелюбодеяние, но богът на Реката я е очистил, обвинителят е длъжен да заплати 1/3 мина сребро.
§ 12. Ако (бъдещият) зет е влязъл в дома на своя (бъдещ) тъст (с подаръци), а после тъстът е дал неговата невеста на друг човек, той (тъстът) да му върне дадените дарове двойно.
§ 13. ... той да му плати 2 сикли сребро.
§ 14. Ако роб или (унищожено) робиня са избягали (унищожено) и са пресекли пределите на града, (а друг) човек ги е върнал, стопанинът да плати на този, който (ги), е върнал 2 (унищожено) сикли сребро.
§ 15. Ако човек е повредил на друг човек с оръжие (унищожено) крайник, той да плати 10 сикли сребро.
§ 16. Ако човек е строшил на друг човек с оръжие кост, той (да му) плати 1 мина сребро.
§ 17. Ако човек с нож (унищожено) е отразял на друг човек носа, той да плати 2/3 мини сребро.
§ 18. Ако той му е отрязал пръстите (унищожено)... за всеки пръст (унищожено) той да плати... сикли сребро.
§ 19.  Ако той му е избил зъбите, той да плати по 2 сикли сребро (за всеки зъб?)...
§ 21. ... той да даде. Ако той няма робиня, той може да плати 10 сикли сребро. Ако той няма у себе си сребро, той може да плати с друго имущество.
§ 22. Ако нечия робиня се е счела за равна със своята господарка, се скара с нея, тя (господарката) да и натрие устата с 1ка сол.
§ 23. Ако нечия робиня се е счела за равна със своята господарка, я е ударила...
§ 25. Ако човек е встъпил свидетел (в съда) и е уличен в лъжа, той да плати 15 сикли сребро...
§ 26. Ако човек е встъпил свидетел (в съда), но е отказал да даде клетва, той да възмезди спорната сума.
§ 27. Ако човек злонамерено е обработвал поле, принадлежащо на (друг) човек, и той (собственикът) е възбудил против него съдебно дело, но този пренебрегне, този човек да загуби своя труд.
§ 28. Ако човек наводни полето на друг човек с вода, той да отмери (на стопанина на полето) 3 гура ечемик за всеки ик16 от полето.
§ 29. Ако човек е отнел на друг човек обработваемо поле за култивиране, но този не култивира полето и го направи да запустее, той да отмери (на стопанина на полето) 3 гура ечемик за всеки ику от полето.